# Oberon (ngôn ngữ lập trình)
Oberon là một ngôn ngữ lập trình đa năng được xuất bản lần đầu tiên vào năm 1987 bởi Niklaus Wirth và là thành viên mới nhất của gia đình Wirth gồm các ngôn ngữ giống ALGOL (Euler, Algol-W, Pascal, Modula và Modula-2). Oberon là kết quả của một nỗ lực tập trung nhằm tăng sức mạnh của Modula-2, ngôn ngữ kế nhiệm trực tiếp của Pascal, đồng thời giảm độ phức tạp của nó. Tính năng mới chính của nó là khái niệm mở rộng kiểu của các kiểu bản ghi: Nó cho phép xây dựng các kiểu dữ liệu mới trên cơ sở những kiểu hiện có và liên quan đến chúng, đi ngược lại với giáo điều về việc nhập dữ liệu tĩnh. Phần mở rộng kiểu là cách kế thừa của Wirth phản ánh quan điểm của trang mẹ. Oberon được phát triển như một phần của việc triển khai hệ điều hành Oberon tại ETH Zurich ở Thụy Sĩ. Tên của ngôn ngữ này lấy từ mặt trăng của sao Thiên Vương, Oberon.
Oberon vẫn được Wirth duy trì và bản cập nhật trình biên dịch Project Oberon mới nhất là vào ngày 6 tháng 3 năm 2020.

### Tổng quan
- Official website (latest available copy at archive org) at ETH-Zürich
- Niklaus Wirth's Oberon Page at ETH-Zürich
- Oberon Page at SSW, Linz
- Oberon: The Programming Language at Ulm
- Project Oberon, The Design of an Operating System and a Compiler, book in PDF by Niklaus Wirth and Jürg Gutknecht, 2005 Edition
- Oberon Language Genealogy
- Astrobe ARM Oberon-07 Development System
- Oberon System V4 for HP OpenVMS Alpha with source code upward-compatible 64 bit addressing
- 64 bit Oberon-2 compiler for HP OpenVMS Alpha
- Oxford Oberon-2 Compiler and its User Manual[liên kết hỏng]
- Free Oberon-07 IDE Free Oberon-07 IDE for Windows, Mac and Linux with syntax colouring, semantic navigation and source-level debugger
- Oberon article by Joseph Templ in the January 1994 issue of Dr.Dobbs

### Cách mạng Oberon
- Modula-2 and Oberon Wirth (2005)
- The Programming Language Oberon Wirth, (1988/90)
- The Programming Language Oberon (Oberon-7, Revised Oberon) Wirth, (2016, most current language report)
- Differences between Oberon-07 and Oberon Wirth (2011)
- The Programming Language Oberon-2[liên kết hỏng] H. Mössenböck, N. Wirth, Institut für Computersysteme, ETH Zürich, January 1992
- Differences between Oberon and Oberon-2[liên kết hỏng] Mössenböck and Wirth (1991)
- What's New in Component Pascal (Changes from Oberon-2 to CP), Pfister (2001)